# Stadtbrunnen Friesach

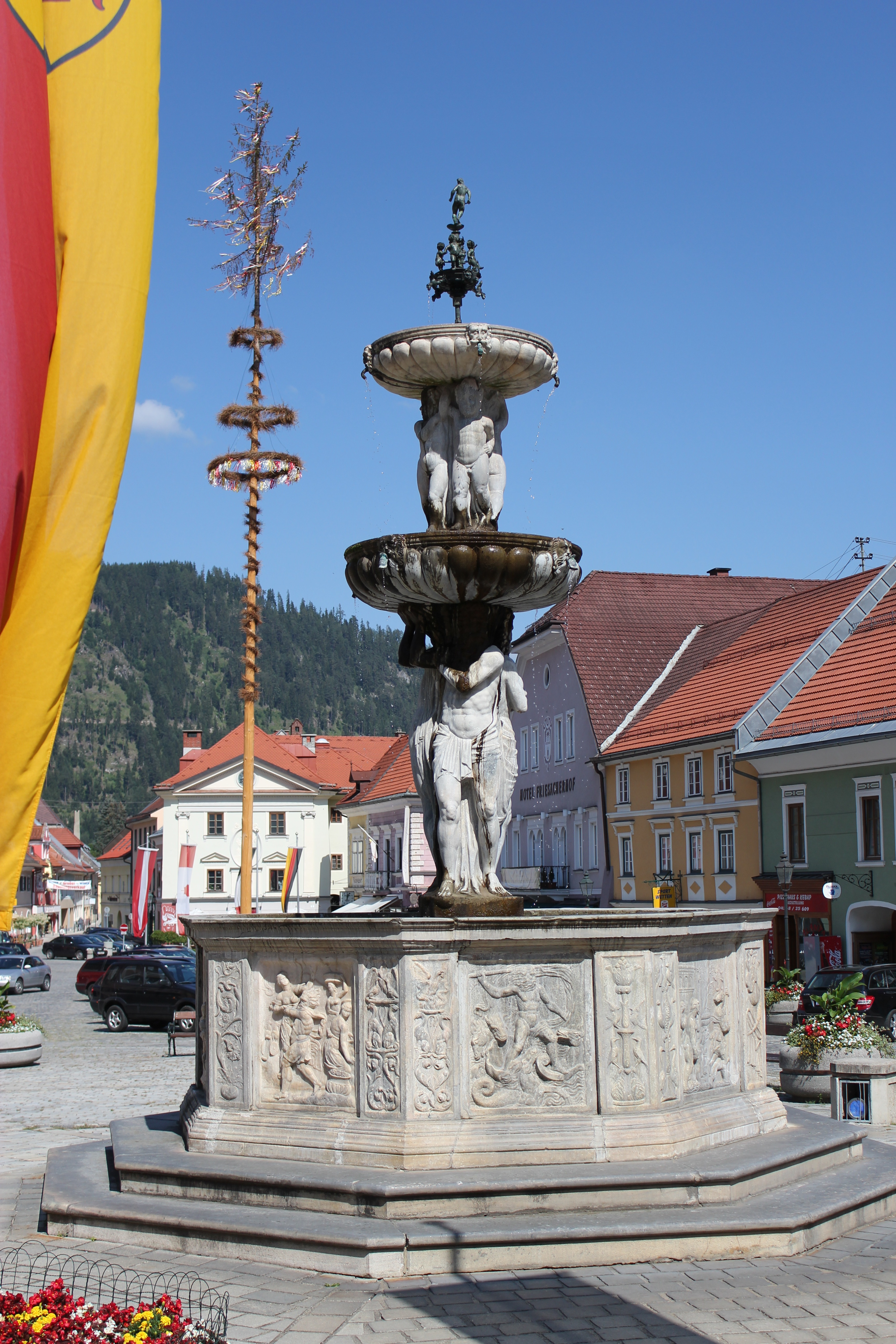
Stadtbrunnen Friesach

Der Stadtbrunnen Friesach am Hauptplatz von Friesach gilt als einer der größten Brunnen in Kärnten.

## Geschichte
Der Renaissance-Brunnen war von Leonhard II. von Keutschach, dem Neffen des gleichnamigen Salzburger Erzbischofes, für den Hof des Schlosses Tanzenberg in Auftrag gegeben worden. Der 1562/63 geschaffene Brunnen von einem namentlich unbekannten Meister aus Kärnten oder der Steiermark zeugt vom Einfluss venezianischer Bildhauerei, besonders von Jacopo Sansovino und seines Schülerkreises. Der bronzene Brunnenaufsatz diente ursprünglich wohl als Tischskulptur und wurde in Nürnberg (Hans Peisser?) oder Augsburg gefertigt. 1802 wurde der Brunnen auf den Hauptplatz von Friesach übertragen.

## Beschreibung
Der dreistufige Brunnen besteht aus einem achteckigen Becken, in dem drei mit dem Rücken zueinander stehende lebensgroße Tritonen die größere Brunnenschale halten. Diese ist mit vier bärtigen Gesichtern und einem 1804 angebrachten Friesacher Wappen geschmückt. In der unteren Brunnenschale stehen vier puttenartige Kinderfiguren, die eine kleinere Brunnenschale in ihren Händen halten. Den Abschluss bildet eine Bronzegruppe mit Neptun an der Spitze, vier tanzenden Putten, Greifenköpfen als Ausflüsse und Delfinen als Hahngriffe. 
Auf den Reliefs des unteren Beckens sind Szenen aus der griechischen Sagenwelt dargestellt:

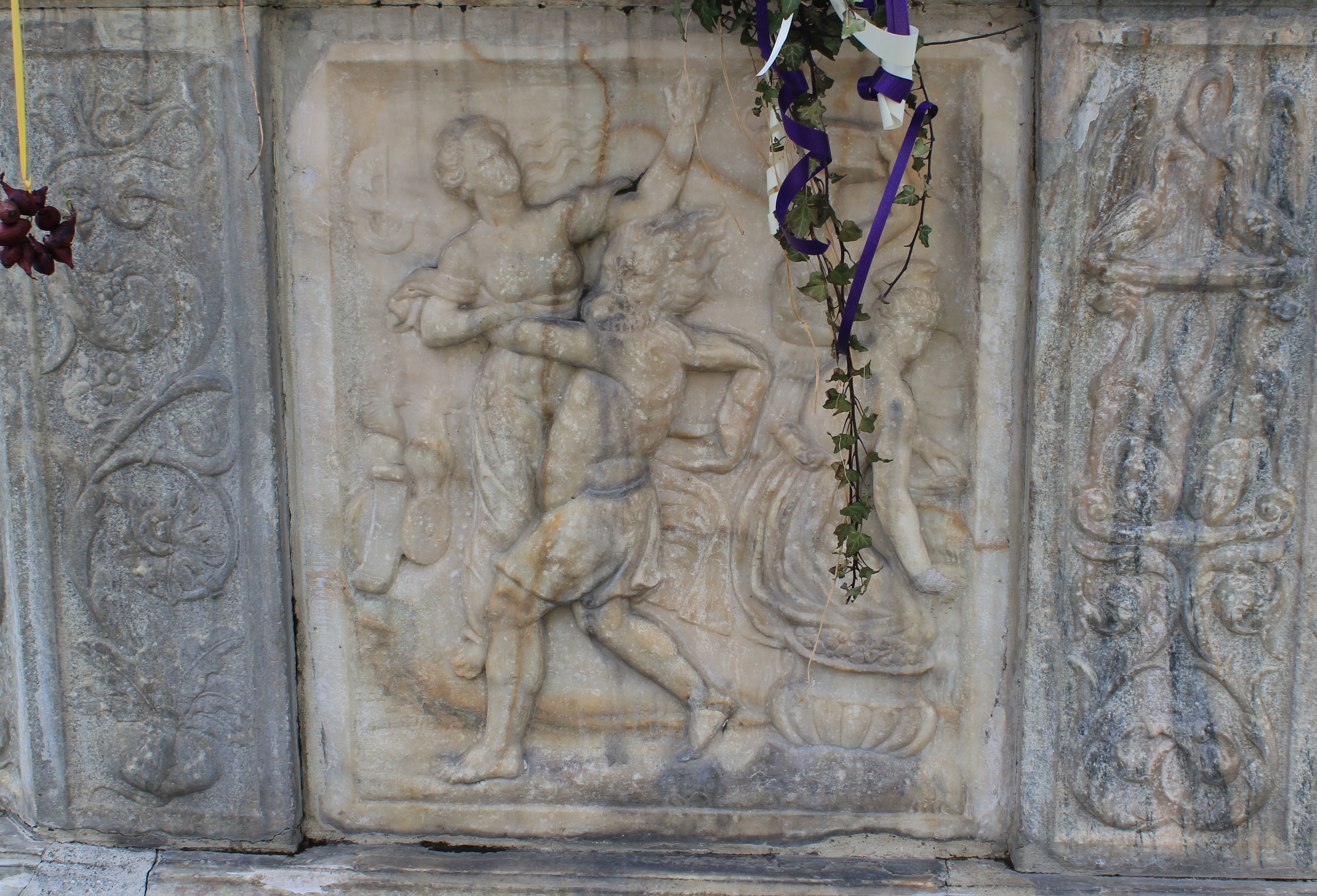
Der Raub der Persephone.
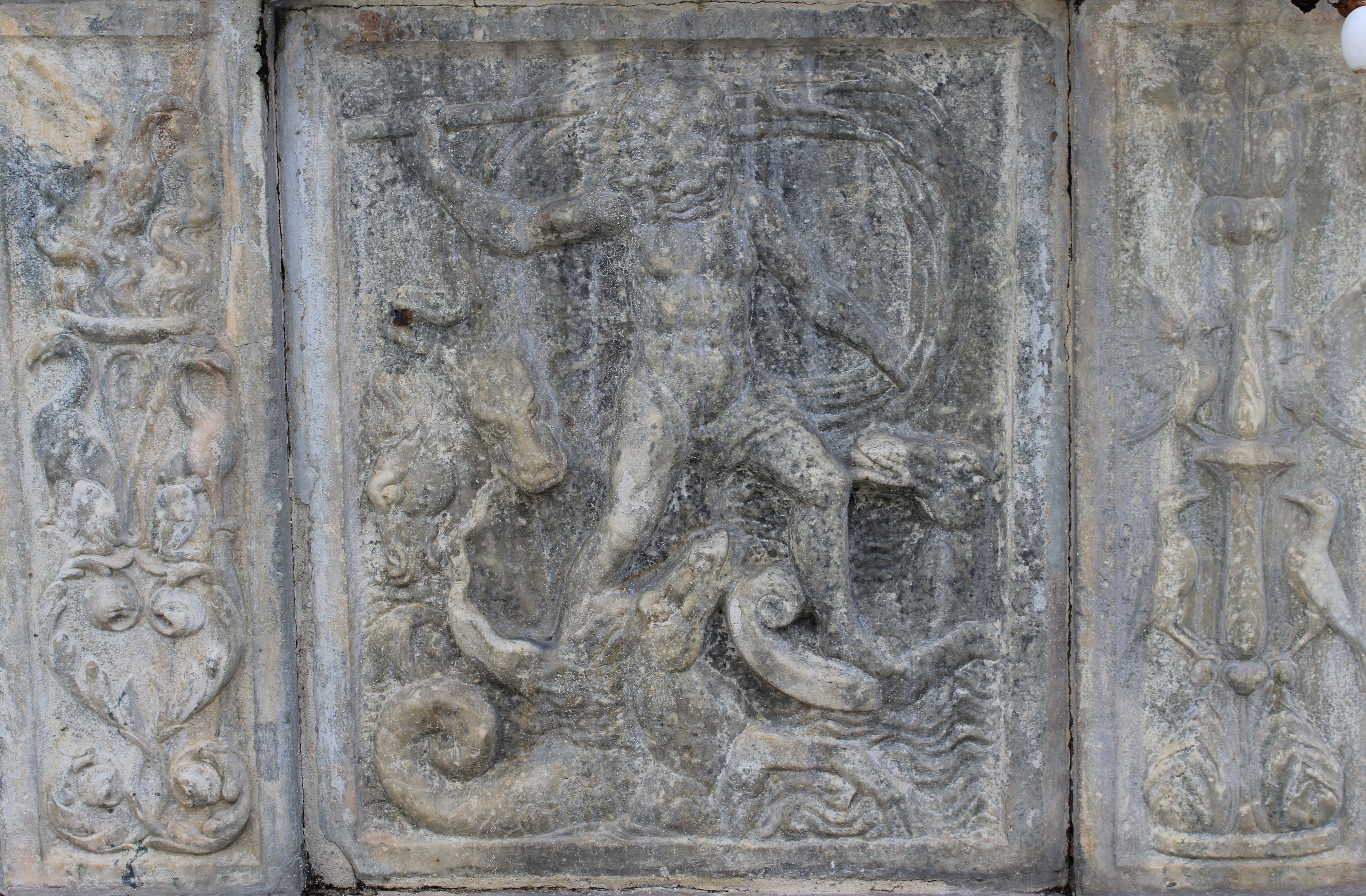
Poseidon entsteigt mit seinen vier Rossen dem Meer.
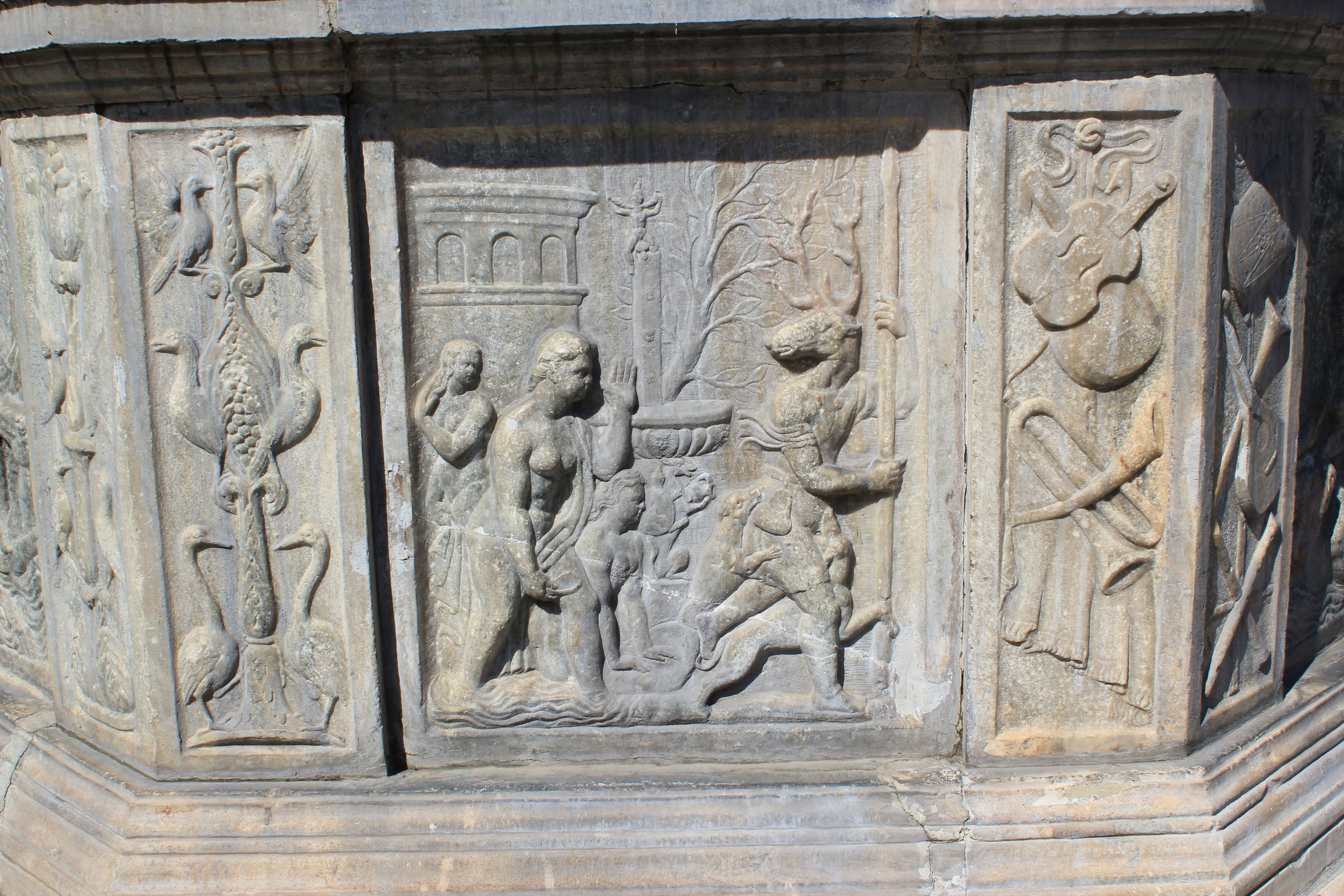
Artemis, von Nymphen umringt, verwandelt Aktaion in einen Hirsch.
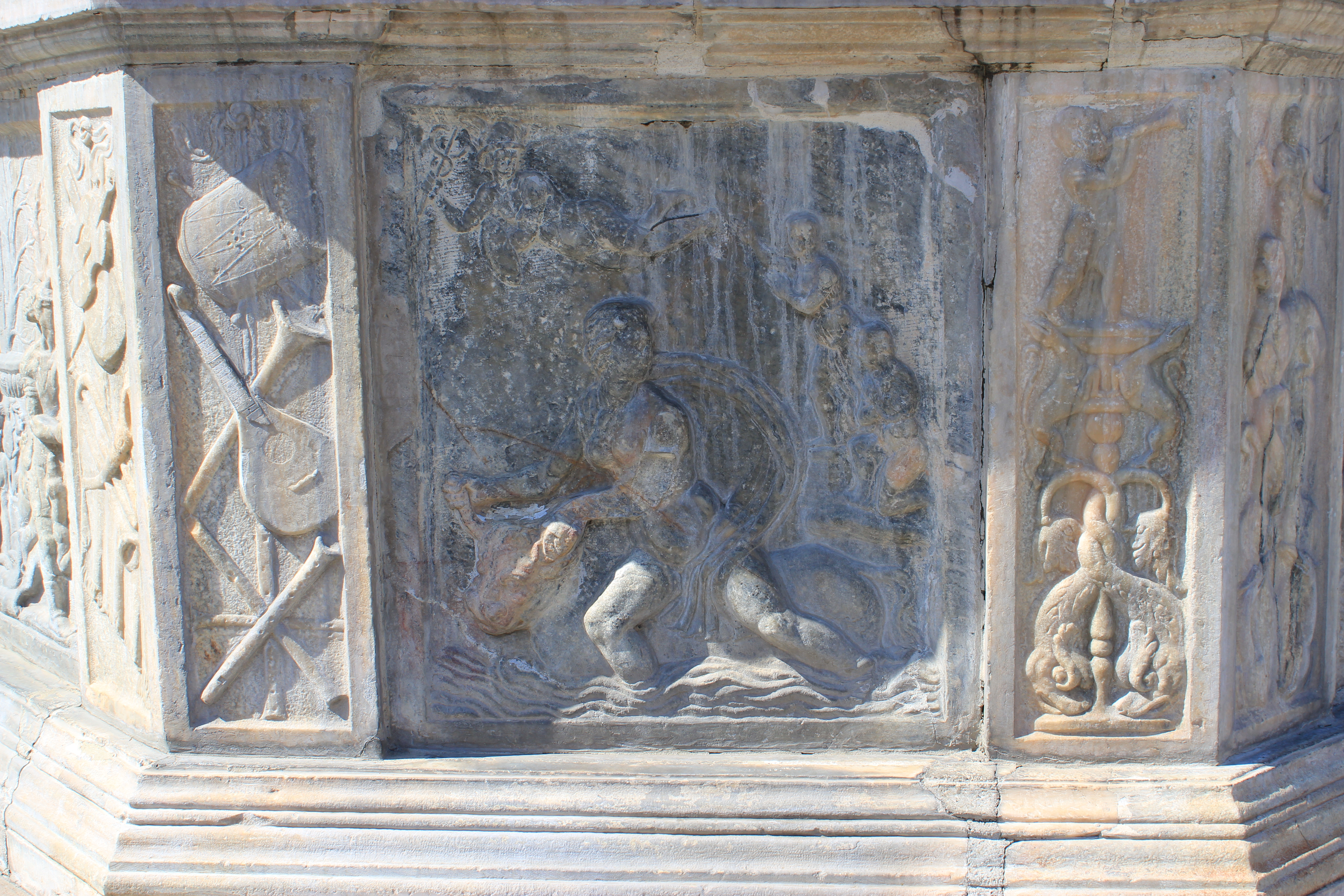
Europa liegt auf dem Rücken des Zeus in Stiergestalt, der sie in die Meeresfluten zieht.
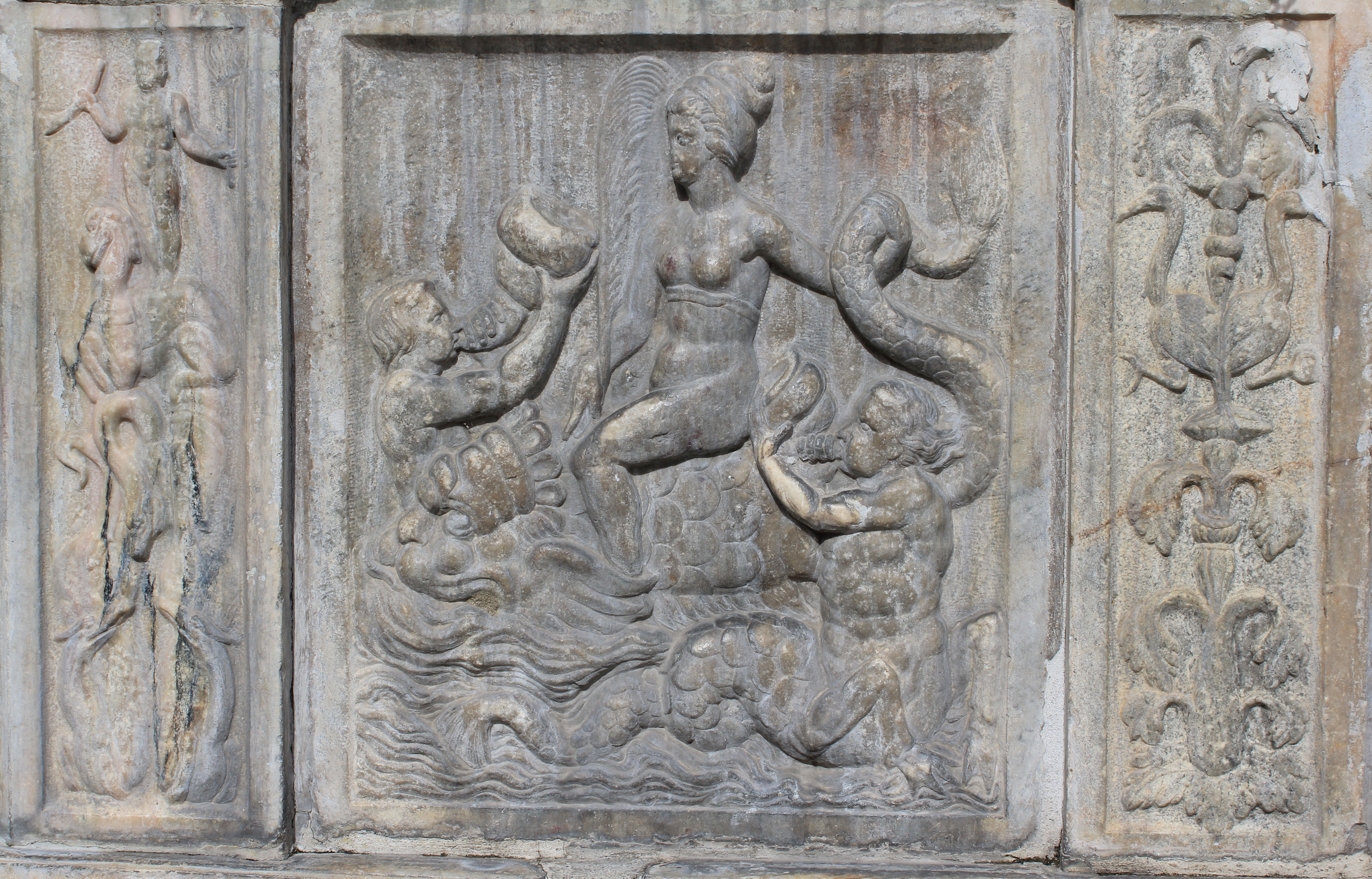
Amphitrite, die Frau des Poseidon, reitet auf einem Meeresungeheuer. Sie ist von muschelblasenden Tritonen umgeben.
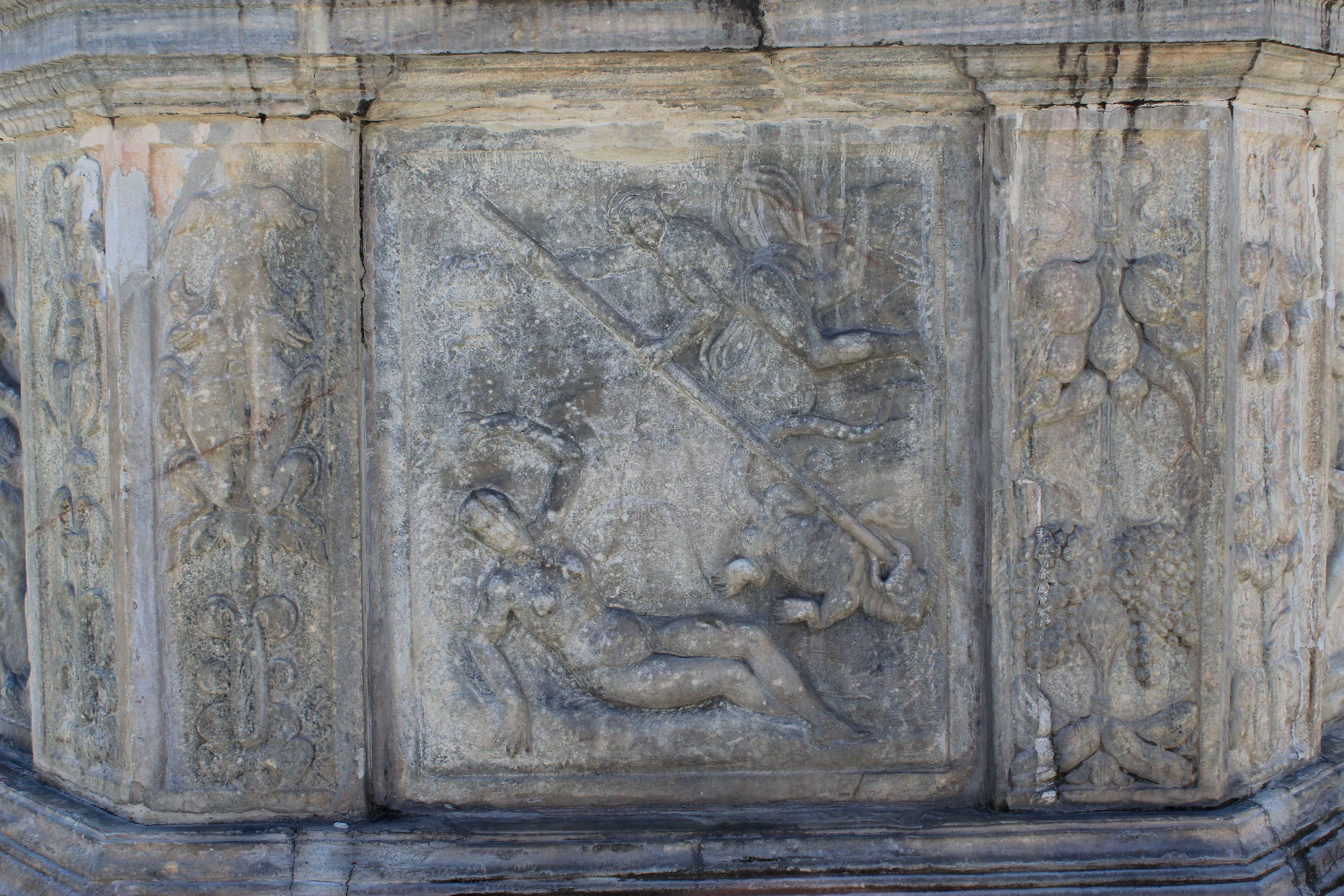
Perseus kämpft gegen ein Ungeheuer und befreit die angekettete Andromeda.
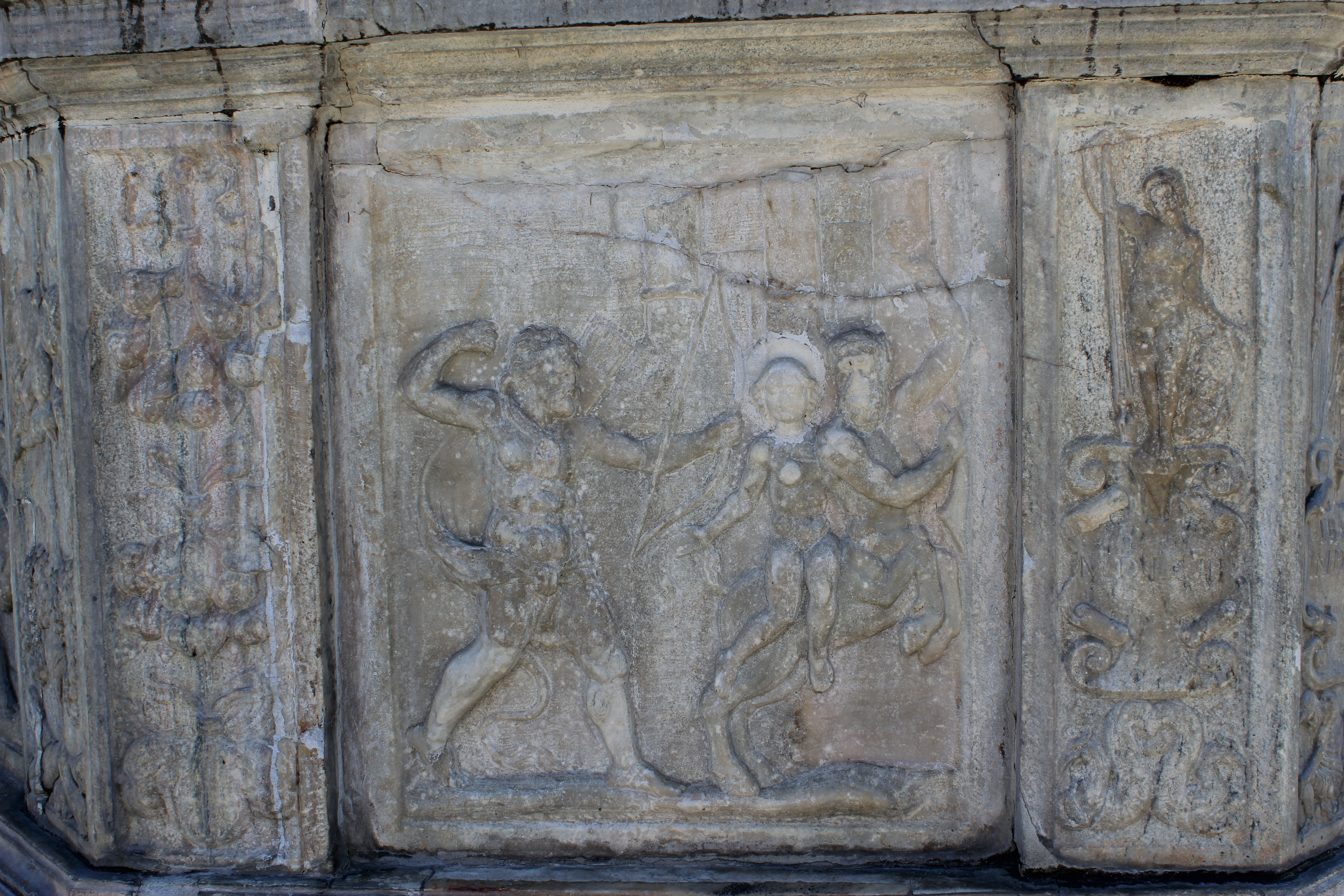
Herakles tötet den Kentauren Nessos.
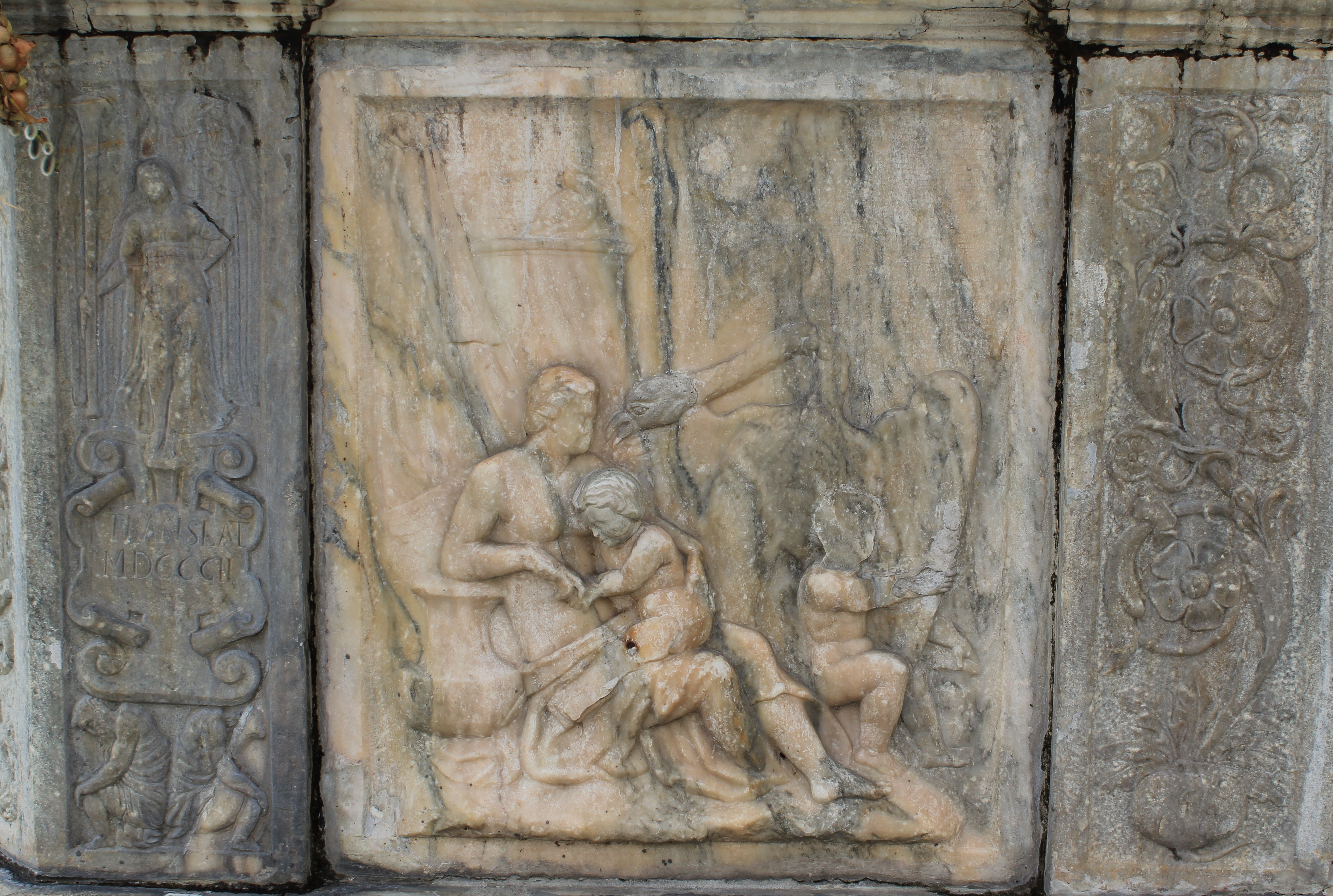
Leda und der Schwan und die Zwillinge Kastor und Polydeukes.

Die Reliefs werden von hochrechteckigen Reliefs flankiert, die neben den floralen Elementen zusätzlich Windhunde, Vögel, Musikinstrumente und die Keutschacher Rübe, sowie Rollwerkskartuschen mit dem Entstehungsdatum „MDLXII“ (1562) und dem Überstellungsdatum „TRANSLATUS MDCCCII“ (1802) zeigen.